# Cheyenne (langue)
Pour les articles homonymes, voir Cheyenne.
Le cheyenne est une langue algonquienne en danger d'extinction pratiquée dans les États du Montana et de l'Oklahoma. Cette langue agglutinante possède une morphologie complexe.

## Classification
La langue cheyenne fait partie des langues algonquiennes, elles-mêmes membres des langues algiques. Plus spécifiquement, c'est une langue algonquienne des plaines (en). Cependant, l'algonquien des plaines, dont font également partie la langue arapaho et la langue pied-noir, est plus un sous-groupe géographique que génétique.

## Distribution géographique
Le cheyenne est parlé dans la réserve indienne de Northern Cheyenne, au Montana, ainsi qu'en Oklahoma. Il comporte environ 1 700 locuteurs, principalement des adultes.

## Sons

### Phonologie
La phonologie du cheyenne n'est pas exceptionnellement complexe. Bien qu'il n'y ait que trois voyelles de base, elles peuvent chacune être prononcées selon trois tonalités différentes : haute, basse, et non voisée. Les tonalités haute et basse sont phonémiques, alors que le dévoisement des voyelles est gouverné par des règles environnementales, rendant les voyelles non voisées allophones aux voyelles voisées. Le digramme ‹ ts › représente l'assibilation de /t/, les règles phonologiques du cheyenne imposant à la consonne /t/ sous-jacente de se transformer en consonne sifflante devant un /e/ (t > ts / __e). Par conséquent, ‹ ts › n'est pas un phonème séparé, mais un allophone de /t/. Le son [x] n'est pas un phonème, mais dérive d'autres phonèmes, comme /ʃ/ (quand /ʃ/ précède ou suit une voyelle autre qu'antérieure, /a/ ou /o/), ou le morphème de passé éloigné /h/ qui est prononcé comme [x] quand il précède un morphème commençant par /h/.
L'orthographe cheyenne, basée sur 14 lettres, n'est ni un système phonémique pur, ni une transcription phonétique ; elle est, selon le linguiste Wayne Leman, une « orthographe de prononciation ». En d'autres termes, c'est un système pratique d'écriture conçu pour faciliter une prononciation correcte. On y trouve quelques variantes allophoniques, telles que les voyelles voisées. ‹ e › représente, non pas le phonème /e/, mais plutôt une voyelle haute centrale non arrondie /ɨ/.
|           | Bilabiale | Dentale | Post-alvéolaire | Vélaire | Glottale |
| --------- | --------- | ------- | --------------- | ------- | -------- |
| Occlusive | p [p]     | t [t]   |                 | k [k]   | ’ [ʔ]    |
| Fricative | v [v]     | s [s]   | š [ʃ]           | x [x]   | h [h]    |
| Nasale    | m [m]     | n [n]   |                 |         |          |

|       | Antérieure | Centrale | Postérieure |
| ----- | ---------- | -------- | ----------- |
| Haute | e          |          | o           |
| Basse |            | a        |             |

## Écriture
Le cheyenne a deux orthographes principales, la première développée par Rodolphe Petter dans les années 1890 et la seconde développée par Lenora Hart Holliman dans les années 1970.

## Grammaire
Le cheyenne représente les participants d'une expression, non comme des pronoms séparés, mais comme des affixes du verbe. Son système pronominal utilise les distinctions algonquiennes classiques : trois personnes (1re, 2e, 3e) plus une 3e personne obviative (3'), deux nombres (singulier, pluriel), la distinction animé-inanimé, et deux types de 1re personne du pluriel (inclusive et exclusive). La 3e personne obviative est un raffinement qui s'applique à une personne qui ne constitue pas le centre d'intérêt principal. Quand deux personnes ou plus sont concernées par une expression, l'une d'entre elles prend l'état obviatif. S'il s'agit d'un nom d'animal, il sera complété par un suffixe obviatif, habituellement -o ou -óho. Les verbes enregistrent toujours la présence des participants obviatifs, même s'ils ne sont pas présents dans la phrase en tant que noms.

## Lexique
Quelques mots en cheyenne :
- (en) ame = pemmican
- (en) he'e = foie
- (en) hetane = homme
- (en) ma'heo'o = dieu
- matana = sein